# San Mederi
San Mederi es un despoblado que actualmente forma parte del municipio de Laguardia, en la provincia de Álava, País Vasco (España).

## Toponimia
A lo largo de los siglos ha sido conocido también con los nombres de San Emeterio, San Mader, San Medel y San Meder.

## Historia
Documentado desde 820, se despobló a mediados del siglo XIX.
Actualmente sus tierras son conocidas con el topónimo de San Mederi. y es un exclave del municipio de Laguardia que está enclavado en el municipio de Leza, que lo rodea por completo.